# Jelena Nikolajewna Orlowa
Jelena Nikolajewna Orlowa (russisch Елена Николаевна Орлова, wiss. Transliteration Elena Nikolaevna Orlova; * 30. Mai 1980 in Moskau, RSFSR, Sowjetunion als Jelena Sidortschenkowa russisch Сидорченкова, englisch Sidorchenkova) ist eine ehemalige russische Leichtathletin, die sich auf den Hindernislauf spezialisiert hat.

## Sportliche Laufbahn
Erste internationale Erfahrungen sammelte Jelena Orlowa im Jahr 2003, als sie bei den Hallenweltmeisterschaften in Birmingham mit 9:13,51 min in der Vorrunde im 3000-Meter-Lauf ausschied. Bei den Crosslauf-Weltmeisterschaften 2006 in Fukuoka wurde sie nach 13:32 min 27. über die Kurzdistanz und im August belegte sie bei den Europameisterschaften in Göteborg in 9:38,05 min den sechsten Platz über 3000 m Hindernis. 2008 gelangte sie bei den Hallenweltmeisterschaften in Valencia mit 9:01,81 min auf den elften Platz über 3000 Meter und im Jahr darauf kam sie bei den Weltmeisterschaften in Berlin mit 9:37,16 min nicht über die Vorrunde über 3000 m Hindernis hinaus. 2012 nahm sie im Hindernislauf an den Olympischen Sommerspielen in London teil und kam dort mit 9:33,14 min nicht über den Vorlauf hinaus. 2016 beendete sie dann ihre aktive sportliche Karriere im Alter von 36 Jahren.
2008 wurde Orlowa russische Hallenmeisterin im 3000-Meter-Lauf sowie 2012 über 2000 m Hindernis.

## Persönliche Bestleistungen
- 1500 Meter: 4:05,77 min, 2. August 2008 in Irkutsk
  - 1500 Meter (Halle): 4:06,99 min, 19. Januar 2008 in Moskau
- 3000 Meter: 9:22,15 min, 23. Juli 2009 in Tscheboksary
  - 3000 Meter (Halle): 8:43,88 min, 26. Februar 2006 in Gent
- 5000 Meter: 15:03,38 min, 19. Juli 2008 in Kasan
- 3000 m Hindernis: 9:22,15 min, 23. Juli 2009 in Irkutsk